# Vijaleta Bardziloŭskaja
Vijaleta Aljaksandraŭna Bardziloŭskaja (in bielorusso Віялета Аляксандраўна Бардзілоўская?; Mahilëŭ, 7 giugno 2005) è una ginnasta bielorussa. Specializzata nel trampolino elastico, ha vinto una medaglia d'argento in questa specialità alle Olimpiadi di Parigi 2024, gareggiando per la squadra degli Atleti Individuali Neutrali.

## Carriera
Bardzilouskaya ha iniziato a praticare la ginnastica artistica, più precisamente la disciplina del trampolino elastico, all'età di quattro anni.
Ha debuttato internazionalmente nel 2017, piazzandosi al 19º posto individuale ai Campionati Mondiali di trampolino elastico per la categoria di età 11-12 anni. Ha gareggiato ai Campionati Europei Juniores 2021 e ha vinto una medaglia d'oro nelle gare sincronizzate con la sua compagna di esercizi Maryia Siarheyeva, mentre ella gara a squadre la delegazione bielorussa di trampolino ha conquistato il secondo posto dietro alla Russia. Nello stesso anno, le due ragazze hanno conquistato l'argento anche ai Campionati Mondiali Juniores, dove Bardzilouskaya si è classificata al 49º posto nella competizione individuale.
Bardzilouskaya ha debuttato tra i senior nel febbraio 2022, alla Coppa del Mondo di Baku, dove si è classificata settima nella finale individuale. Nel marzo 2022, la Federazione Internazionale di Ginnastica (FIG) ha bandito gli atleti russi e bielorussi dalle competizioni internazionali dopo i fatti dell'invasione russa dell'Ucraina: limitata a gareggiare nelle competizioni nazionali, nel novembre dello stesso anno ha ottenuto il titolo nazionale individuale bielorusso. Nel 2024, la FIG ha permesso ad alcuni atleti di tornare nelle competizioni internazionali come "neutrali", permettendo a Viyaleta prendere parte alla Coppa del Mondo di Baku del 2024, dove si classificò decima in semifinale, e alla Coppa del Mondo di Cottbus, raggiungendo il dodicesimo posto.
Con questi risultati, si è guadagnata l'accesso per i Giochi Olimpici 2024, la cui partecipazione è stata permessa a giugno dal Comitato Olimpico Internazionale, che le ha concesso l'autorizzazione di gareggiare come Atleta Individuale Neutrale. Alle Olimpiadi ha vinto la medaglia d'argento nella gara individuale di trampolino dietro la britannica Bryony Page, divenendo la prima delle 32 atlete neutrali individuali partecipanti alla kermesse a salire sul podio una medaglia.